# Elizabeth Cotten
Elizabeth Cotten (Chapel Hill, 1893. január 5. – Syracuse, 1987. június 29.) Grammy-díjas amerikai énekesnő, folk- és blueszenész.

## Pályafutása
Elizabeth Cotten balkezes, autodidakta gitáros volt, aki egy jobbkezes gitárosnak húrozott hangszeren játszott. Ebben a pozícióban a basszust az ujjaival, a dallamot pedig a hüvelykujjával játszotta. Így jellegzetessé vált basszus-játéka „cotten picking” néven vált ismertté.
Elizabeth Cotten először bendzsózni tanult, aztán gitározni. Balkezesként „rosszul” tartotta a hangszert. Ennek eredményeként született meg egyedi gitártechnikája. Azt mondták róla, hogy első hallás után le tudott játszani bármit. Állítólag tizenkét évesen írta leghíresebb darabját (Freight Train).
Tizenévesen abbahagyta az iskolát, hogy szobalányként dolgozhasson. Az így megkeresett pénzből megvette első gitárját. Játszott bulikon és fesztiválokon. Tizenöt évesen férjhez ment és hamarosan lánya született. Ekkor szinte teljesen felhagyott a zenével. 1940-ben elvált, és a lánya családjához költözött.
Az 1940-es évek közepén találkozott Ruth Crawford Seegerrel. Seeger egy nagyon muzikális család tagja volt, ahol Cotten Mike-ra, Pete-re és Peggyre (a gyerekre) vigyázott.
Elizabeth Cotten zenei tehetségét szinte véletlenül fedezték fel. 1957-ben Mike Seeger felvette első albumát, amelyet később a Freight Train-nel és más észak-karolinai népdalokkal újra kiadtak.
Cotten 1960-tól lépett közönség elé − főleg Mike Seegerrel. Ekkor már legalább 65 éves volt (születése dátuma bizonytalan). 1963-ban az első Philadelphiai Folk Fesztiválon, 1964-ben pedig a Newport Folk Festivalon játszott. Fellépett olyan bluesnagyságokkal, mint a Mississippi John Hurt, John Lee Hooker és Muddy Waters, továbbá saját koncertjei is voltak.
A New York állambeli Syracuse-ban élt, ahol 1987-ben halt meg, vélhetően 92 évesen.

## Albumok
- 1957: Freight Train and other North Carolina Folk Songs and Tunes
- 1967: Shake Sugaree
- 1979: When I'm Gone
- 1979: Richie Havens, Taj Mahal, Albert Collins, Queen Ida, & Elizabeth Cotten (At The New Morning Blues Festival; dupla LP).
- 1984: Elizabeth Cotten Live!

### Video és DVD
- Masters of the Country Blues: Elizabeth Cotten & Jesse Fuller (1960)
- Me and Stella: A Film about Elizabeth Cotten (1976)
- Elizabeth Cotten Portrait Collection (1977–1985)
- Homemade American Music (1980)
- Libba Cotten: An Interview and Presentation Ceremony (1985)
- Elizabeth Cotten with Mike Seeger (1994)
- Legends of Traditional Fingerstyle Guitar (1994)
- Mike Seeger & Elizabeth Cotten (1991)
- Jesse Fuller & Elizabeth Cotten (1992)
- The Downhome Blues (1994)
- John Fahey, Elizabeth Cotten: Rare Performances & Interviews (1969-1994)
- Rainbow Quest Pete Seeger, Judy Collins, Elizabeth Cotten (2005)
- Elizabeth Cotten in Concerts: 1969, 1978, 1980
- The Guitar of Elizabeth Cotten (2002)

## Filmek
- Elizabeth Cotten az IMDb-n

## Díjak
- 1980, 1982, and 1987, jelölések: Blues Music Award in the Traditional Blues Female Artist
- 1984: Nemzeti Örökség-díj
- 1985: Grammy-díj: (Elizabeth Cotten Live!)[6]
- 2022: Rock and Roll Hall of Fame (posztumusz)